# Portada/efemèride gener 22
Astrid Cleve
« 21 de gener · 22 de gener · 23 de gener »